# Сковородино (Московская область)
Сковородино — деревня в Сергиево-Посадском районе Московской области, в составе муниципального образования Сельское поселение Шеметовское (до 29 ноября 2006 года входила в состав Закубежского сельского округа).

## Население
| 2002 | 2006 | 2010 |
| ---- | ---- | ---- |
| 0    | →0   | ↗2   |

## География
Сковородино расположено примерно в 48 км (по шоссе) на северо-запад от Сергиева Посада, в пойме реки Дубны, по левому берегу, высота центра деревни над уровнем моря — 142 м.